# Lee Cheuk Yiu
Lee Cheuk Yiu (chinesisch 李卓耀;, Pinyin Lǐ Zhuō Yào; * 28. August 1996 in Hongkong) ist ein Badmintonspieler aus Hongkong.

## Karriere
Lee begann mit fünf Jahre Badminton zu spielen. 2013 wurde er bei den Asian Youth Games Vizemeister. Im Jahr darauf trat Lee bei den Olympischen Jugend-Sommerspielen in Nanjing an, bei denen er als Fahnenträger für die Eröffnungszeremonie ernannt wurde, und erspielte bei den Juniorenasienmeisterschaften die Bronzemedaille. Während er bei den Meisterschaften von Hongkong 2015 noch im Endspiel an Wong Wing Ki scheiterte, wurde er im folgenden Jahr nationaler Meister. Darüber hinaus erreichte Lee bei den Singapur International das Endspiel. 2017 zog er bei den Kharkiv International und den Belgian international ins Finale ein und war zum ersten Mal bei einem Wettkampf des BWF Grand Prix erfolgreich, als er bei den New Zealand Open triumphierte. 2018 wurde Lee bei den Singapur International Zweiter, während er bei den nationalen Titelkämpfen im Herrendoppel mit Chan Yin Chak siegte. In seinem Heimatland setze er sich 2019 gegen Anthony Ginting durch, um die Hong Kong Open zu gewinnen, und wurde mit der Nationalmannschaft Dritter bei den Kontinentalmeisterschaften. Bei den Meisterschaften von Hongkong unterlag er im Endspiel gegen Ng Ka Long.

## Sportliche Erfolge
| Jahr | Veranstaltung                   | Platz | Disziplin    |
| ---- | ------------------------------- | ----- | ------------ |
| 2014 | Meisterschaft von Hongkong 2014 | 3.    | Herreneinzel |
| 2015 | Meisterschaft von Hongkong 2015 | 2.    | Herreneinzel |
| 2016 | Meisterschaft von Hongkong 2016 | 1.    | Herreneinzel |
| 2018 | Meisterschaft von Hongkong 2018 | 1.    | Herrendoppel |
| 2018 | Meisterschaft von Hongkong 2018 | 3.    | Herreneinzel |
| 2019 | Meisterschaft von Hongkong 2019 | 3.    | Herrendoppel |
| 2019 | Meisterschaft von Hongkong 2019 | 2.    | Herreneinzel |
| 2020 | Meisterschaft von Hongkong 2020 | 3.    | Herrendoppel |

| Jahr | Veranstaltung                   | Platz | Disziplin    |
| ---- | ------------------------------- | ----- | ------------ |
| 2013 | Asian Youth Games 2013          | 2.    | Herreneinzel |
| 2014 | Juniorenasienmeisterschaft 2014 | 3.    | Herreneinzel |
| 2016 | Singapur International 2016     | 2.    | Herreneinzel |
| 2017 | Kharkiv International 2017      | 2.    | Herreneinzel |
| 2017 | Belgian International 2017      | 2.    | Herreneinzel |
| 2017 | New Zealand Open 2017           | 1.    | Herreneinzel |
| 2018 | Singapur International 2018     | 2.    | Herreneinzel |
| 2019 | Hong Kong Open 2019             | 1.    | Herreneinzel |
| 2019 | Asienmeisterschaft 2019         | 3.    | Mannschaft   |